# Heitor dos Prazeres
Heitor dos Prazeres, (Rio de Janeiro, 1898. szeptember 23. – Rio de Janeiro, 1966. október 4.) brazil dalszerző, énekes, festőművész.

## Pályafutása
apja Alexandre dos Prazeres, a Nemzeti Gárda klarinétosa, édesanyja Celestina Gonçalves Martins varrónő volt. Hétéves volt, amikor apja meghalt.
Dos Prazeres a negyedik osztályosként abbahagyta az iskolát, és asztalosmesterséget tanult. Nagybátyjától, egy Lalu de Ouro-tól apta első cavaquinhóját. Megtanulta a hangszer használatát, Azután Mano Heitor do Cavaquinho néven mutatkozott be. Egyházi összejöveteleken kezdett játszani. A legfontosabb összejövetelek közül néhányat Tia Esther házában tartottak. Olyan zenészek is bejáratosak voltak oda, mint Lalu de Ouro, Caninha, João da Baiana, Sinhô, Getúlio Marinho, Donga, Saturnino Gonçalves, Pixinguinha és Paulo da Portela.
Ezalatt cipőtisztítóként és hírlapíróként dolgozott. Gyakran járt a közeli sörfőzdékben és a némafilm-moziban, ahol Rio de Janeiro zenészeit és zenekarait hallhatta.
Tizenháromévesen iskolakerülés miatt bebörtönözték. Ottléte alatt megírta első kompozícióit.
Paulo da Portelával és másokkal, amelyek számos szambaiskola létrehozásában vett részt. 1927-ben megnyert egy szambaversenyt „Tristeza Me Persegue” című dalával. Felesége 1936-os halála után Carlos Cavalcante rajzoló, újságíró és művészeti kritikus, Augusto Rodrigues festőművész és Carlos Drummond de Andrade író ösztönzésére a festészetnek szentelte magát.
Prazeres ütőhangszereket is készített, valamint megtervezte és el is készítette zenei- és tánccsoportjainak jelmezeit, bútorait, kárpitjait. A Praça Tiradentes-i otthona találkozási pont volt azoknak az embereknek, akik érdeklődtek az afro-brazil kultúra iránt. A látogatók között volt Noel Rosa leendő zeneszerző is. Egy másik gyakori látogatója hozott neki egy saját verset, amelyet megzenésített: „Ó Homem e seu Carnaval” (1934). Később ez a vers inspirálta egy azonos nevű festmény elkészítésére is. 1937-ben a favellák életét ábrázoló festményeket állított ki: játszó gyerekeket, játszó vagy ivó férfiakat, szambát táncoló fiatalokat, stb. Profilban ábrázolta az emberek arcát, felfelé fordított fejjel és szemmel. 1951-ben részt vett az első São Paulo-i Modern Művészeti Biennálén, ahol Moenda című képével harmadik díjat nyert. 1953-ban a második São Paulo-i Biennálén termet foglaltak a munkáinak kiállítására. 1965-ben Antonio Carlos da Fontoura dokumentumfilmet rendezett életéről és munkásságáról.
1966. október 4-én halt meg Rio de Janeiróban, 68 évesen. Körülbelül 300 dalt tartalmazó katalógust hagyott hátra. 2003-ban Alba Lírio újságíró kiadta a „Heitor dos Prazeres: Sua Arte e Seu Tempo” című könyvet.

## Albumok
- 1954: Cosme e Damião/Iemanjá
- 1955: Pai Benedito/Santa Bárbara
- 1955: Vamos brincar no terreiro/Nego véio
- 1957: Heitor dos Prazeres e sua gente
- 1957: Nada de rock rock/Eta seu Mano!